# McDonnell Douglas F-4 Phantom II
El McDonnell Douglas F-4 Phantom II es un interceptor y cazabombardero supersónico, biplaza, bimotor y de largo alcance desarrollado originalmente para la Armada de los Estados Unidos por McDonnell Aircraft. Entró en servicio en 1960 con la Armada estadounidense. También fue adoptado por el Cuerpo de Marines y en 1963 por la Fuerza Aérea de los Estados Unidos, de forma que a mediados de los años 1960 ya constituía una parte importante de sus respectivas flotas de aeronaves.
A pesar de que el Phantom es un caza de grandes dimensiones y con un peso máximo al despegue superior a 27 000 kg, es capaz de alcanzar una velocidad máxima cercana a Mach 2,23 y una velocidad de ascensión inicial de 210 m/s. A partir de 1959, este modelo de avión estableció quince plusmarcas mundiales, incluyendo un récord de velocidad absoluta (2585,086 km/h) y otro de altitud absoluta (30 040 m). Cinco de las marcas de velocidad no fueron superadas hasta 1975. Puede cargar más de 8400 kg de armamento en nueve anclajes externos, incluyendo misiles aire-aire, misiles aire-superficie y varios tipos de bombas. El F-4, al igual que otros interceptores de su época, fue diseñado sin cañón interno, pues se esperaba que el uso de misiles eliminase la necesidad del combate directo, pero en posteriores versiones incorporó un cañón rotativo M61 Vulcan.
Debido a su amplia utilización por Estados Unidos y sus aliados y a su forma característica, el F-4 es uno de los iconos más conocidos de la Guerra Fría. Fue usado ampliamente durante la guerra de Vietnam, sirviendo como principal caza de superioridad aérea tanto en la Armada como en la Fuerza Aérea. También jugó un papel importante en las tareas de ataque a tierra y reconocimiento durante la participación de Estados Unidos en la guerra. El Phantom tiene la distinción de ser el último caza estadounidense con el que un piloto logró el prestigio de as en el siglo XX. Durante la guerra de Vietnam, la Fuerza Aérea tuvo un piloto y dos oficiales de sistemas de armas, y la Armada un piloto y un oficial de radar, que consiguieron cinco victorias contra otros cazas enemigos convirtiéndose en ases del combate aéreo. El F-4 continuó formando una parte importante del poder aéreo de las Fuerzas Armadas de los Estados Unidos a lo largo de los años 70 y 80, siendo reemplazado gradualmente por aviones más modernos como el McDonnell Douglas F-15 Eagle y el General Dynamics F-16 Fighting Falcon en la Fuerza Aérea, el Grumman F-14 Tomcat y el McDonnell Douglas F/A-18 Hornet en la Armada, y el F/A-18 en el Cuerpo de Marines. No obstante, continuó siendo usado por la Fuerza Aérea estadounidense en tareas de reconocimiento y supresión de defensas aéreas enemigas (Wild Weasel) en la guerra del Golfo de 1991, y finalmente fue retirado del servicio en 1996. También fue el único modelo de avión que usaron los dos equipos militares de demostración de vuelo estadounidenses: los Thunderbirds de la Fuerza Aérea (versión F-4E) y los Blue Angels de la Armada (versión F-4J).
Fuera de Estados Unidos, el F-4 también prestó servicio en las fuerzas aéreas de otras once naciones. Los Phantom de la Fuerza Aérea Israelí entraron en combate en varios conflictos árabe-israelíes, mientras que Irán utilizó su numerosa flota de cazas Phantom en la guerra entre Irán e Irak. El Phantom aún continúa en servicio en algunos países, como Japón e Irán por ejemplo, y en la Fuerza Aérea de los Estados Unidos se usa como blanco no tripulado para prácticas de tiro. Cuando su producción terminó en 1981, se habían construido 5195 Phantom II, siendo el avión de combate supersónico estadounidense más numeroso.

## Desarrollo
Los orígenes del F-4 de McDonnell pueden ser localizados en una petición de 1953 por la Armada para una actualización del caza embarcado McDonnell F3H Demon. Aunque el Vought F-8 Crusader ganó el contrato, el Super Demon (nombre que recibió el avión participante de McDonnell) fue desarrollado como cazabombardero bajo la designación AH, que en 1955 evolucionó a un caza polivalente todo-tiempo designado F4H. El primer vuelo del F4H se realizó en 1958 y se mantuvo en producción desde 1959 hasta 1981. David Lewis fue el jefe del diseño preliminar, y finalmente, el director del programa para el desarrollo y ventas.

### Super Demon

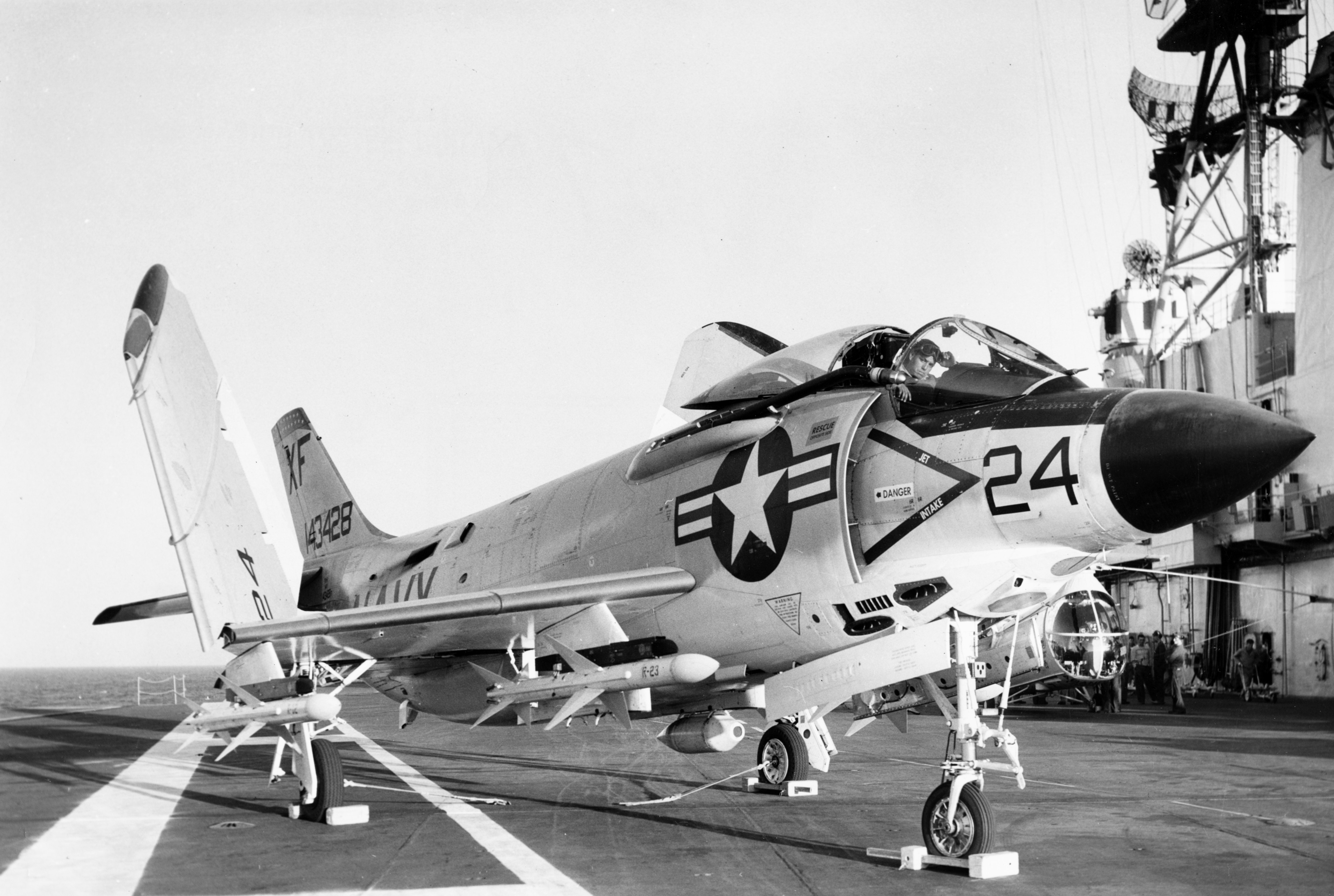
Un F3H Demon armado con misiles AIM-7 Sparrow.

En 1953, McDonnell Aircraft comenzó el trabajo de modernizar su caza naval F3H Demon. Buscando expandir sus capacidades y mejorar su rendimiento, la compañía desarrolló varios proyectos, incluyendo el F3H-E con un motor Wright J67, el F3H-G con dos motores Wright J65 y el F3H-H con dos motores General Electric J79. La última versión equipada con el J79 podía proporcionar una velocidad de Mach 1,97.
El 19 de septiembre de 1953, McDonnell se dirigió a la Armada de los Estados Unidos con una propuesta para el "Super Demon". De manera única, el avión sería modular: se podría colocar uno o dos asientos para diferentes misiones, el morro podría llevar radar, cámaras, cañones o cohetes, además de los nueve puntos de sujeción bajo las alas y el fuselaje. La Armada estaba lo suficientemente interesada para pedir una maqueta a tamaño real del F3H-G/H, pero sentía que la llegada inminente del Grumman XF9F-9 y el Vought XF8U-1 sería suficiente para satisfacer la necesidad de un caza supersónico.
Por tanto, el diseño de McDonnell fue rehecho para crear un cazabombardero todo tiempo con once anclajes externos y el 18 de octubre de 1954 la compañía recibió una carta de intención para dos prototipos YAH-1. El 26 de mayo de 1955, cuatro oficiales de la Armada llegaron a las oficinas de McDonnell y en una hora presentaron a la compañía una nueva lista de requisitos. Como la Armada ya había escogido al A-4 Skyhawk para ataques terrestres y al F-8 Crusader como caza, el proyecto tendría que llenar la necesidad de un interceptador todo-tiempo embarcado. La adición de capacidades de radar necesitaba un segundo tripulante, y se decidió que solo estaría armado con misiles.

### Orígenes del Phantom
En 1952, el jefe de aerodinámica de McDonnell, Dave Lewis, fue nombrado por el CEO de la compañía James Smith McDonnell como jefe del diseño preliminar. El grupo no tenía un objetivo específico más que aprender y entender todos los avances técnicos en aeronáutica, estructuras y motores.
Los estudios internos concluyeron que la Armada tenía la necesidad de un nuevo y diferente tipo de avión, un caza de ataque. En ese momento, la Armada tenía separada las ramas de caza y ataque, con sistemas y requisitos operacionales separados. El diseño tenía dos motores, y su armamento principal eran los nuevos misiles aire-aire Sparrow sin ofrecer ningún tipo de cañón.
Se tardó dos años de trabajo con la Oficina de Aeronáutica y la División Naval de Guerra Aérea del Pentágono, aunque el F-4 se vendió con una configuración muy parecida como la propuesta originalmente.

### El prototipo XF4H-1
EL XF4H-1 fue diseñado para llevar cuatro misiles Sparrow bajo el fuselaje y estaba impulsado por dos motores J79-GE-8. Como en el F-101 Voodoo, los motores se colocaron bajo en el fuselaje para maximizar la capacidad interna de combustible y la absorción de aire a través de entradas de geometría fija. La parte frontal de las alas tenían un ángulo de 45°. Las pruebas en el túnel de viento mostraron que tenía cierta inestabilidad lateral, lo que requirió poner las alas en un ángulo de 5 grados en diedro respecto a la horizontal.
Las alas también tenían el característico diente de sierra para mejorar el control con elevado ángulo de ataque. Los estabilizadores de cola estaban colocados en 23° en diedro invertido para mejorar el control en ángulos de ataque elevados y dejar limpia la salida de los motores.
Las capacidades como interceptor fueron conseguidas con un radar AN/APQ-50. Para poder realizar operaciones en portaaviones, se diseñó el tren de aterrizaje para poder aterrizar con una capacidad de flotación de 7 m/s. La pata del tren de aterrizaje del morro podía extenderse unos 50 cm para aumentar el ángulo de ataque en el despegue.

### El nombre del avión
El F4H iba a ser nombrado inicialmente como Satan o Mitras. Bajo presión del gobierno, el avión recibió un nombre menos controvertido: Phantom II. El primer Phantom era también un avión de McDonnell, el FH-1. Como el FH-1 llevaba mucho tiempo fuera de servicio, se solía llamar al nuevo avión también como Phantom.

### Spook

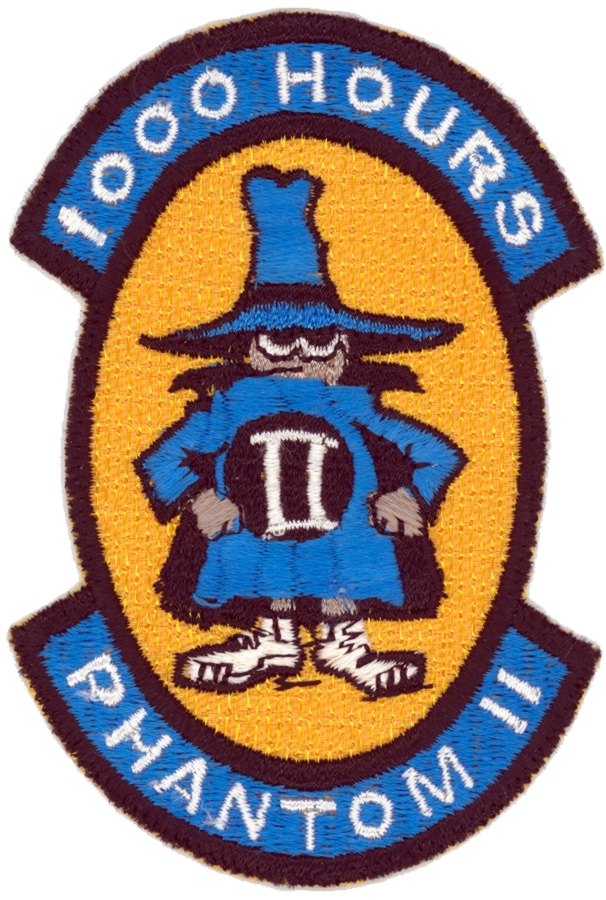
The Spook (El espectro).

Es el emblema del avión, creado por el artista de McDonnell Anthony Wong. Es un dibujo de un fantasma llamado The Spook (El espectro). El nombre fue acuñado bien por la tripulación de la 12.ª Ala Táctica de Cazas o la 4453.ª Ala de Entrenamiento de Combate de la Base de la Fuerza Aérea de MacDill. La figura está presente en todas partes, apareciendo en cada objeto relacionado con el F-4, además de ser adaptada a las modas locales, como el Spook británico que lleva a veces un bombín y fuma en pipa.

### Pruebas de vuelo
El 25 de julio de 1955, la Armada solicitó dos aviones de prueba XF4H-1 y cinco aviones de preproducción YF4H-1. El Phantom realizó su primer vuelo el 27 de mayo de 1958 con Robert C. Little como piloto. Un problema hidráulico impidió la recogida del tren de aterrizaje, pero los siguientes vuelos fueron más tranquilos. Los resultados de las primeras pruebas condujeron al rediseño de las entradas de aire, incluyendo los 12 500 pequeños agujeros en el plato interno.
La Armada quería un avión biplaza y el 17 de diciembre eligió al F4H frente al Vought XF8U-3 Crusader III. Debido a los retrasos con los motores J79-GE-8, los primeros aviones llevaban motores J79-GE-2 y J79-GE-2A de 71,8 kN de empuje en postcombustión. En 1959, el Phantom comenzó sus pruebas en portaaviones, completando su primer ciclo de lanzamiento y recuperación el 15 de febrero de 1960 en el USS Independence (CV-62).

### En producción

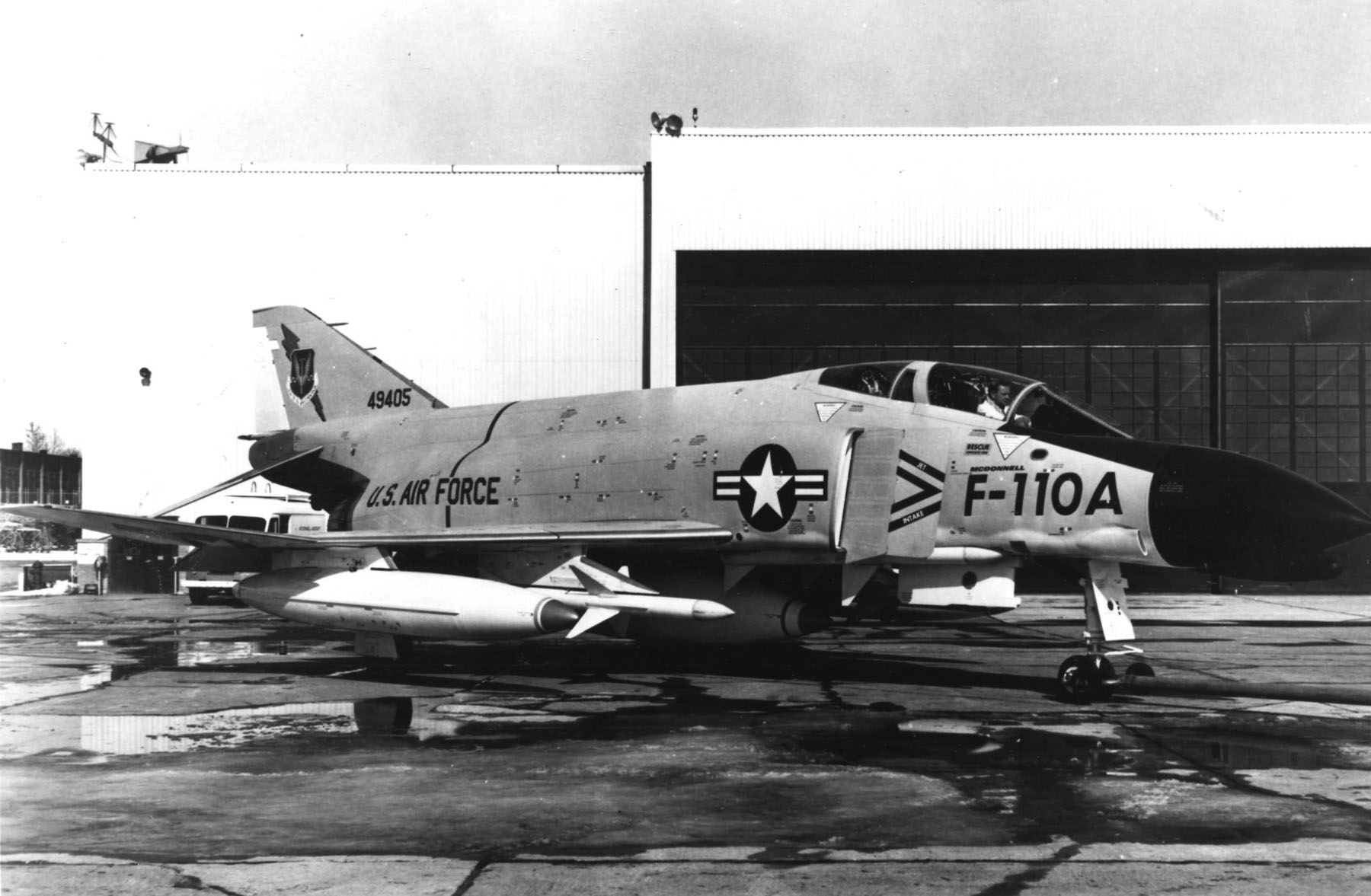
F-110A Spectre.

En los comienzos de la producción, el radar fue actualizado a un modelo de mayor tamaño AN/APQ-72, lo que necesitaba un morro bulboso, y la cubierta de la carlinga fue rehecha para que la parte trasera de la cabina fuese menos claustrofóbica. Durante su producción, el F-4 recibió múltiples cambios, generando una cantidad importante de variantes.
La Fuerza Aérea recibió los F-4 como resultado de la presión de Robert McNamara para crear un avión de combate unificado para todas las ramas del ejército, y así poder equipar más unidades con el avión. Después de que un F-4B ganase la Operación Highspeed contra el F-106 Delta Dart, la USAF tomó prestado dos F-4B navales, temporalmente designados como F-110A Spectre, y desarrolló los requisitos para su propia versión. A diferencia del enfoque de la Armada en la superioridad aérea, la USAF enfatizó el papel de cazabombardero. Con la unión de las designaciones en 1962, el Phantom se convirtió en el F-4, con la versión naval designada F-4B y la de USAF como F-4C. El primer Phantom de la Fuerza Aérea voló el 27 de mayo de 1963, superando Mach 2 en su vuelo de inauguración.
La producción del Phantom II terminó en Estados Unidos en 1979, después de fabricar 5195 unidades (5057 por McDonnell Douglas y 138 por Mitsubishi en Japón), convirtiéndose en el segundo avión de reacción estadounidense más numeroso tras el F-86 Sabre. De esos, 2874 unidades fueron a la USAF, 1264 a la Armada y el Cuerpo de Marines, y el resto a clientes extranjeros. El último F-4 construido en Estados Unidos fue a Turquía, mientras que el último F-4 fue completado en 1981 como un F-4EJ por Mitsubishi Heavy Industries en Japón. En 2001, unos 1100 Phantom permanecían en servicio en el mundo, incluyendo el no tripulado QF-4 del ejército estadounidense.

### Marcas mundiales
Para hacer resaltar su nuevo caza, la Armada dirigió una serie de vuelos para superar récords al comienzo del desarrollo del Phantom.
- Operación Top Flight. El 6 de diciembre de 1959, el segundo XF4H-1 realizó un ascenso a toda velocidad hasta los 30 040 m. La anterior marca de 28 852 m fue realizada por un prototipo soviético del Sukhoi Su-9. El comandante Lawrence E. Flint Jr aceleró el avión a Mach 2,5 a 14 330 m de altura y escaló hasta 27 430 m en un ángulo de 45 grados. Luego, apagó los motores y planeó hasta el punto máximo. Cuando la aeronave cayó hasta los 21 300 m, Flint reinició los motores y continuó el vuelo normal.
- El 5 de septiembre de 1960, un F4H-1 obtuvo un promedio de 1958,16 km/h en un circuito cerrado de 500 km.
- El 25 de septiembre de 1960, un F4H-1 realizó un promedio de 2237,26 km/h en un circuito cerrado de 100 km.
- Operación LANA (L es el número romano para 50 y ANA significa Anniversary of Naval Aviation, Aniversario de la Aviación Naval). El 24 de mayo de 1961, los Phantom volaron a través de Estados Unidos en menos de tres horas a pesar de los repostajes en vuelo. El avión más rápido obtuvo un promedio de 1400,28 km/h y realizó el vuelo en 2 horas y 47 minutos, por el piloto Richard Gordon y el navegante Bobbie Long, que ganaron el Trofeo Bendix.
- Operación Sageburner. El 28 de agosto de 1961, un Phantom tuvo un promedio de 1452,83 km/h en un circuito de 4,8 km volando por debajo de 40 m de altitud todo el tiempo.
- Operación Skyburner. El 22 de diciembre de 1961, un Phantom modificado con un inyector de agua-metanol alcanzó la velocidad máxima de 2585,08 km/h.
- El 5 de diciembre de 1961, otro Phantom alcanzó la marca de altitud sostenida en 20 252,1 m.
- Operación High Jump. Una serie de marcas de tiempo en ascensos a principios de 1962. 34,523 s a 3000 m; 48,787 s a 6000 m; 61,629 s a 9000 m; 77,156 s a 12 000 m; 114,548 s a 15 000 m; 178,5 s a 20 000 m; 230,44 s a 25 000 m; y 371,43 s a 30 000 m.

Al final, el Phantom consiguió 15 marcas mundiales que, con excepción de Skyburner, se realizaron con aviones de producción sin modificar. Cinco de los récords de velocidad permanecieron imbatibles hasta la llegada del F-15 Eagle en 1975.

## Diseño

### Cualidades del Phantom II

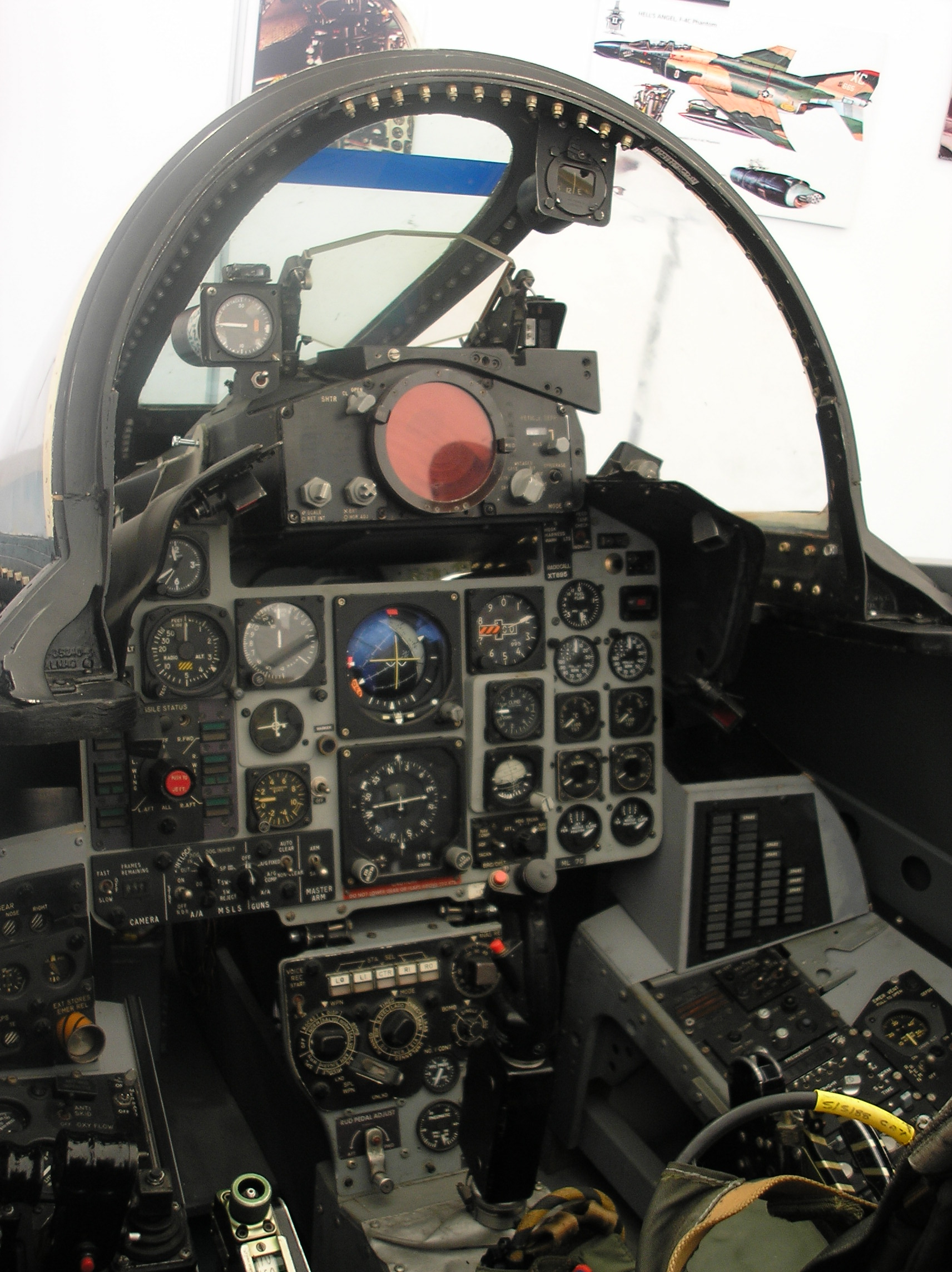
Cabina de un F-4 Phantom II.

En el combate aéreo, la mayor ventaja del F-4 era su potencia, que permitía a un piloto experimentado entablar y retirarse de un combate a voluntad. No es sorprendente, pues, que el avión que estaba diseñado para disparar misiles guiados por radar más allá del límite visual (unas 20 millas náuticas o 37 km) careciese de la agilidad y maniobrabilidad de sus oponentes. Aunque el F-4 mostró ser algo propenso a entrar en barrena en maniobras de ataque de ángulos grandes y alta aceleración, los pilotos informaron que el avión tenía buena respuesta y era fácil de pilotar en el filo de la capacidad de sus prestaciones.
En 1972, el modelo F-4E fue mejorado con aletas en el borde de ataque de las alas, mejorando el ángulo de ataque y maniobrabilidad a expensas de la velocidad máxima. Los motores J79 generaban una cantidad importante de humo negro, lo que hacía al Phantom fácil de detectar y de seguir visualmente a cierta distancia. Los pilotos solían poner en funcionamiento los posquemadores para eliminar las estelas de condensación a costa del consumo del combustible.
Sin embargo, la mayor debilidad en combate del F-4 era la falta de un cañón. La doctrina militar de aquel momento dictaba que el combate envolvente sería imposible a velocidades supersónicas por lo que no se esforzaba a enseñar a los pilotos maniobras de combate aéreo. En realidad, los enfrentamientos rápidamente bajaban a velocidad subsónica y aquellos primeros misiles eran ineficaces e imprecisos. Para agravar el problema, las reglas de enfrentamiento en Vietnam descartaba el ataque de misiles a largas distancias y muchos pilotos se encontraron en la cola de un avión enemigo, pero demasiado cerca para disparar sus misiles Falcon o Sidewinder.
No pasó mucho tiempo para que los F-4C de la USAF empezasen a llevar contenedores de armas externos SUU-16 o SUU-23 que llevaban un cañón tipo Gatling M61 Vulcan de 20 mm. Las pruebas de combate demostraron que mientras que el cañón montado externamente era impreciso, el coste de la munición por cada avión enemigo destruido era una pequeña fracción del coste de los misiles. La falta del cañón fue tratada definitivamente con el F-4E.
Asimismo, la comparativa con los Mig que llegaban a EE. UU. para ser estudiados llevaron a retomar el cañón, incorporándolo en el F-4E. Sin embargo, el Phantom no soportaba mucho daño en combate, estimándose que las pérdidas en combate hubieran sido menores si el diseño hubiera tenido en cuenta este punto.

### Costes
Los costes en dólares estadounidenses de 1965 sin ajuste de inflación.
|                                           | F-4C            | RF-4C          | F-4D            | F-4E           |
| ----------------------------------------- | --------------- | -------------- | --------------- | -------------- |
| Coste en I+D                              |                 | 61 200 en 1973 |                 | 22 700 en 1973 |
| Estructura                                | 1 388 725       | 1 679 000      | 1 018 682       | 1 662 000      |
| Motores                                   | 317 647         | 276 000        | 260 563         | 393 000        |
| Electrónica                               | 52 287          | 293 000        | 262 101         | 299 000        |
| Armamento                                 | 139 706         | 73 000         | 133 430         | 111 000        |
| Munición                                  |                 |                | 6817            | 8000           |
| Coste                                     | 1,9 millones    | 2,3 millones   | 1,7 millones    | 2,4 millones   |
| Coste de las modificaciones               | 116 289 en 1973 | 55 217 en 1973 | 233 458 en 1973 | 7995 en 1973   |
| Coste por hora de vuelo                   | 924             | 867            | 896             | 896            |
| Coste del mantenimiento por hora de vuelo | 545             | 545            | 545             | 545            |

## Historia operacional

### Estados Unidos

#### Armada de los Estados Unidos

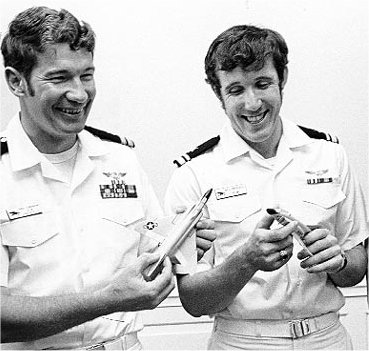
Cunningham y Driscoll con modelos a escala del F-4.

El 30 de diciembre de 1960, el escuadrón VF-121 Pacemakers se convirtió en el primer operador de Phantom con sus F4H-1F (F-4A). El VF-74 Be-Devilers de NAS Oceana fue el primer escuadrón desplegable de Phantom cuando recibió sus F4H-1 (F-4B) el 8 de julio de 1961. El escuadrón completó las calificaciones para portaaviones en octubre de 1961 y se desplegaron entre agosto de 1962 y marzo de 1963 a bordo del USS Forrestal. El segundo escuadrón desplegado en la Flota Atlántica que recibió F-4 fue el VF-102 Diamond que fueron probados sin demora en el USS Enterprise. El primer escuadrón de la Flota del Pacífico que recibió F-4B fue el VF-114 Aardvarks en septiembre de 1962, que estaba a bordo del USS Kitty Hawk.
En la época del incidente del Golfo de Tonkin, 13 de los 31 escuadrones de caza desplegados en portaaviones de la Armada estaban equipados con el Phantom. Los F-4B del USS Constellation fueron los primeros Phantom en entrar en combate en la guerra de Vietnam el 5 de agosto de 1964, haciendo de escolta de bombarderos en la Operación Pierce Arrow. La primera victoria del Phantom en un combate aire-aire en la guerra tuvo lugar el 9 de abril de 1965, cuando un F-4B del escuadrón VF-96 Fighting Falcons, USS Midway, pilotado por Terence M. Murphy, derribó un MiG-17 al sur de Hanói. El Phantom fue derribado luego, aparentemente por un AIM-7 Sparrow de su compañero. El 17 de junio de 1965, un F-4B del escuadrón VF-21 Freelancers, pilotado por Thomas C. Page y John C. Smith, abatió el primer MiG norvietnamita de la guerra.
El 10 de mayo de 1972, Randy Cunningham y William P. Driscoll, volando en un F-4J llamado Showtime 100, derribaron tres MiG convirtiéndose en los primeros ases de la guerra. Su quinta victoria se cree que fue contra el misterioso as norvietnamita Coronel Toon. En el viaje de regreso, el Phantom fue alcanzado por un misil tierra-aire enemigo que hizo al avión incontrolable en vuelo convencional. Para evitar ser capturados, Cunningham y Driscoll volaron el avión panza arriba hasta poder eyectar sobre el agua. Durante la guerra, los escuadrones de Phantom de la Armada participaron en 84 misiones de combate con modelos F-4B, F-4G y F-4J. La Armada afirmó haber conseguido 41 victorias aire-aire con la pérdida de 71 aviones por fuego enemigo (5 por aviones, 13 por misiles tierra-aire y 53 por defensas antiaéreas), además de 54 aeronaves perdidas en accidentes.
Hacia 1983, los F-4N habían sido completamente reemplazados por los F-14 Tomcat, y en 1986, los últimos F-4S fueron sustituidos por los F/A-18 Hornet. El 25 de marzo de 1986, un F-4S del escuadrón VF-161 Chargers se convirtió en el último Phantom de la Armada en ser lanzado desde un portaaviones, el USS Midway. El 18 de octubre de ese mismo año, un F-4S del VF-202 Superheats realizó el último aterrizaje en el portaaviones USS America. En 1987, los últimos F-4S de la Reserva Naval fueron sustituidos por F-14. Los únicos F-4 que se mantienen en servicio en la Armada son los QF-4 no pilotados como blancos.

#### Cuerpo de Marines de los Estados Unidos
Los Marines recibieron los primeros F-4B en junio de 1962, con el VMFA-314 Black Knights convirtiéndose en el primer escuadrón operacional. Además de las variantes de combate, los Marines utilizaron también varios RF-4B de reconocimiento táctico. Los Phantom de los Marines del escuadrón VMFA-531 Grey Ghosts llegaron a Vietnam el 10 de abril de 1965, volando en misiones de apoyo cercano aéreo desde bases terrestres y el USS America. Los Marines contaron con el derribo de 3 MiG enemigos con el coste de 75 aviones perdidos, principalmente por fuego terrestre, y 4 en accidentes.
El 18 de enero de 1992, el último Phantom de los Marines, un F-4S, fue retirado del escuadrón VMFA-112 Cowboys, y fueron reequipados con F/A-18 Hornet.

#### Fuerza Aérea de los Estados Unidos
| Avión | Armas/Tácticas         | MiG-17 | MiG-19 | MiG-21 | Total |
| ----- | ---------------------- | ------ | ------ | ------ | ----- |
| F-4C  | AIM-7 Sparrow          | 4      | 0      | 10     | 14    |
|       | AIM-9 Sidewinder       | 12     | 0      | 10     | 22    |
|       | Cañón de 20 mm         | 3      | 0      | 1      | 4     |
|       | Maniobras              | 2      | 0      | 0      | 2     |
| F-4D  | AIM-4 Falcon           | 4      | 0      | 1      | 5     |
|       | AIM-7 Sparrow          | 4      | 2      | 20     | 26    |
|       | AIM-9 Sidewinder       | 0      | 2      | 3      | 5     |
|       | Cañón de 20 mm         | 4½     | 0      | 2      | 6     |
|       | Maniobras              | 0      | 0      | 2      | 2     |
| F-4E  | AIM-7 Sparrow          | 0      | 2      | 8      | 10    |
|       | AIM-9 Sidewinder       | 0      | 0      | 4      | 4     |
|       | AIM-9 y cañón de 20 mm | 0      | 0      | 1      | 1     |
|       | Cañón de 20 mm         | 0      | 1      | 4      | 5     |
|       | Maniobras              | 0      | 1      | 0      | 1     |
| Total |                        | 33½    | 8      | 66     | 107½  |

Al principio reacia por adoptar un avión de la Armada, la USAF rápidamente recibió el avión adaptado a sus requisitos y se convirtió en el mayor usuario de Phantom. Los primeros Phantom de la Fuerza Aérea en Vietnam fueron unos F-4C del 555.º Escuadrón Táctico de Cazas Triple Nickel, que llegaron en diciembre de 1964. A diferencia de la Armada, la Fuerza Aérea inicialmente volaba sus Phantom con un piloto en lugar de un oficial de radar (RIO), denominado posteriormente oficial de sistemas de armas (WSO), en el asiento trasero, y todos los aviones mantenían los controles de vuelo duales.
Los F-4C de la USAF consiguieron su primera victoria contra un MiG-17 vietnamita el 10 de julio de 1965, utilizando misiles Sidewinder. El 24 de julio de ese mismo año, un F-4C del 47.º Escuadrón Táctico de Cazas fue el primer avión estadounidense derribado por un misil tierra-aire enemigo, y 54 F-4C se perdieron en combate en 1966. Los primeros aviones sufrían escapes de los depósitos de combustible de las alas que necesitaban volver a cerrar tras cada vuelo y 85 aviones tenían grietas en las costillas y largueros de las alas. Había también problemas con los cilindros de control de los alerones, los conectores eléctricos y los compartimientos de combustión de los motores.
El RF-4C de reconocimiento hizo su debut en Vietnam el 30 de octubre de 1965, volando en misiones de reconocimiento tras ataques. Aunque el F-4C, que era esencialmente idéntico al F-4B naval, llevaba los misiles Sidewinder, el F-4D llegó inicialmente con misiles Falcon. Sin embargo, el Falcon estaba diseñado para derribar bombarderos lentos y era ineficaz contra los cazas más ágiles, así que los F-4D volvieron a utilizar Sidewinder bajo el programa Rivet Haste. Como los otros Phantom, los F-4D fueron equipados con urgencia con una antena de radar de alerta y direccional (RHAW) para detectar los misiles SA-2 Guideline.
Desde el despliegue inicial de los F-4C en el Sudeste Asiático, los Phantom realizaron tareas de superioridad aérea y ataque a tierra, no solo apoyando a las tropas en Vietnam del Sur, sino también realizando bombardeos en Laos y Vietnam del Norte. El desgaste de la flota de F-105 entre 1965 y 1968 hizo que el F-4 aumentase su participación como bombardero hasta que en noviembre de 1970, con la retirada de los últimos F-105D, el Phantom se convirtió en bombardero principal para la USAF. En octubre de 1972 se desplegó el primer escuadrón de EF-4C Wild Weasel en Tailandia en asignación temporal.
Entre 1965 y 1973, hubo un total de 16 escuadrones de Phantom desplegados permanentemente en la zona de Vietnam y otros 17 escuadrones de forma temporal. Se alcanzó la cifra máxima de 353 aviones con base en Tailandia en 1972. Un total de 445 cazabombarderos Phantom se perdieron, 370 de ellos en combate, de los que 193 fueron sobre Vietnam del Norte (33 por aviones MiG, 20 por misiles superficie-aire y 307 por artillería antiaérea). El Phantom tenía su talón de Aquiles en que no encajaba bien daños, sobre todo impactos en la cola, donde se juntaban varios componentes vitales.
El RF-4C operaba en cuatro escuadrones y se perdieron un total de 83 aviones: 72 en combate, de los que 38 lo hicieron sobre Vietnam del Norte (7 por misiles superficie-aire y 65 por artillería antiaérea). Al finalizar la guerra, la Fuerza Aérea había perdido un total de 528 F-4 y RF-4C Phantom.
El 28 de agosto de 1972, Steve Ritchie se convirtió en el primer as de la USAF en la guerra. El 9 de septiembre de ese año, Charles B. DeBellevue alcanzó la mayor puntuación con seis victorias. Jeffrey Feinstein fue el último as de la guerra el 13 de octubre de 1972. Los F-4 de la USAF consiguieron un total de 107½ victorias sobre los MiG en el Sudeste Asiático (50 por misiles Sparrow, 32 por misiles Sidewinder, 5 por misiles Falcon, 15½ por cañón automático y seis por otros medios).

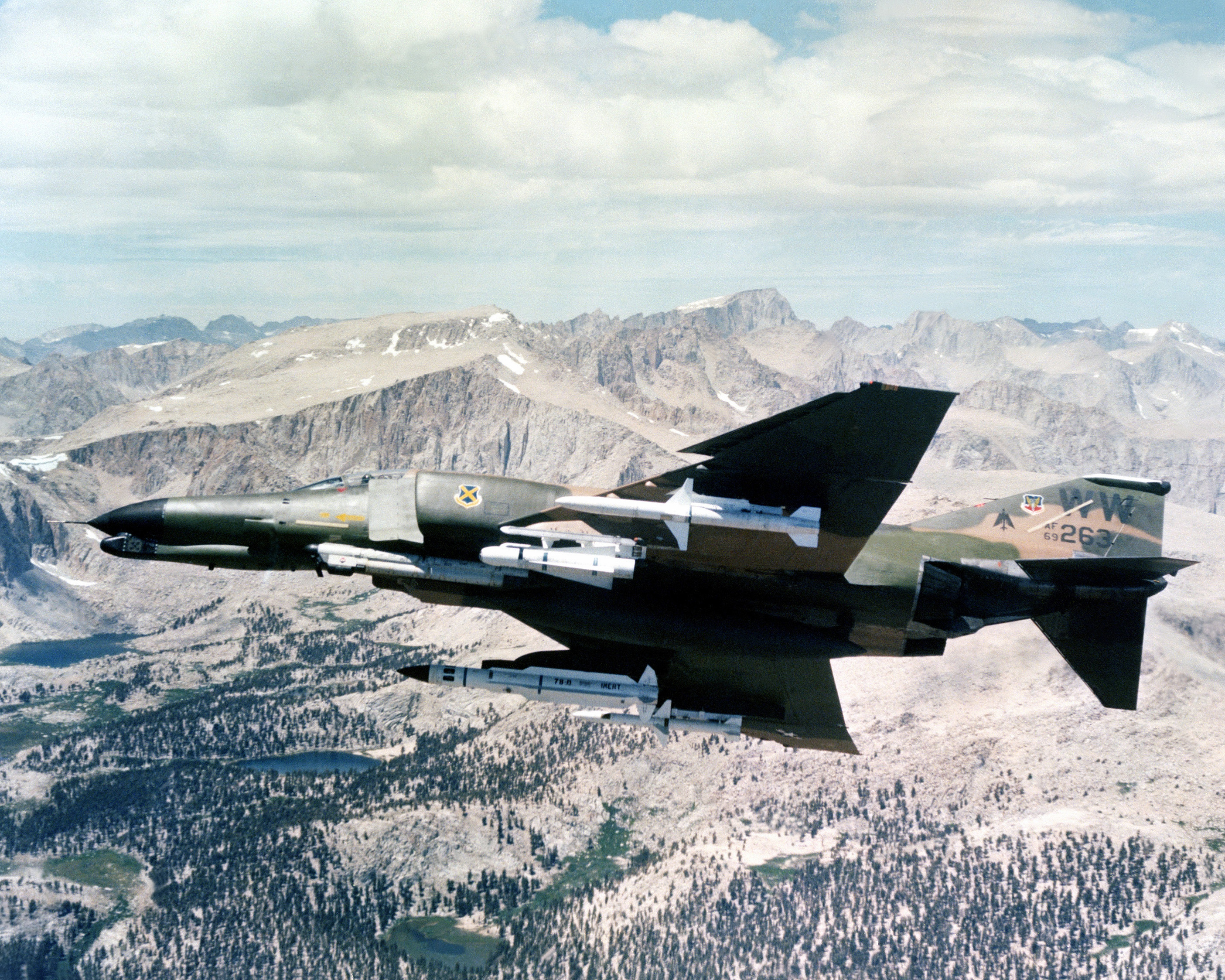
F-4G Wild Weasel de la USAF.

El 31 de enero de 1972, el 170.º Escuadrón Táctico de Cazas/183.º Grupo Táctico de Cazas de la Guardia Nacional Aérea de Illinois fue la primera unidad de la Guardia Aérea Nacional (ANG) en recibir Phantom. Sirvieron en la ANG hasta el 31 de marzo de 1990, cuando fueron reemplazados por F-16 Fighting Falcon. El 15 de agosto de 1990, 24 F-4G Wild Weasel V (Comadreja Salvaje) y 6 RF-4C fueron movilizados hacia Oriente Próximo en la Operación Tormenta del Desierto. La razón fue que el F-4G era el único avión de la USAF equipado para la tarea de supresión de defensas aéreas enemigas (SEAD), ya que el EF-111 Raven no disponía de la capacidad ofensiva de los misiles AGM-88 HARM. El RF-4C era el único avión equipado con la cámara de muy largo alcance KS-127 LOROP. A pesar de que las misiones de vuelo eran diurnas, solo un RF-4C tuvo un accidente fatal antes del comienzo de las hostilidades. Un F-4G se perdió cuando el fuego enemigo dañó los depósitos de combustible y el avión se quedó sin combustible cerca de un aeródromo amigo.
Los últimos Phantom de la USAF, F-4G Wild Weasel V del 561.º Escuadrón de Cazas, fueron retirados el 26 de marzo de 1996. El último vuelo operacional del F-4G fue abril de 1996 por parte del 190.º Escuadrón de Cazas de la Guardia Nacional Aérea de Idaho. Como en la Armada, la Fuerza Aérea continúa usando QF-4 para blancos, además de un F-4D restaurado para realizar acrobacias aéreas.

### Alemania
La Luftwaffe realizó un pedido de RF-4E de reconocimiento en 1969. Uno de esos aviones estaba equipado con ELINT y voló bajo el programa Peace Trout. En 1982, los RF-4E, que estaban originalmente desarmados, recibieron modificaciones para realizar ataques terrestres por Messerschmitt-Bölkow-Blohm. Los RF-4E fueron retirados en 1994.
Para llenar el hueco entre el F-104 Starfighter y el Panavia Tornado, en 1973 la Luftwaffe compró F-4F, más ligeros y simplificados con un radar APG-120 menos capacitado y sin posibilidad de reabastecimiento aéreo o Sparrow bajo el programa Peace Rhine. La capacidad de reabastecimiento, lanzar misiles AGM-65 Maverick y el modelo L de los AIM-9 Sidewinder, además de motores sin humo fueron añadidos posteriormente, a mediados de los años 80.
En 1983, Alemania inició el programa KWS - Kampfwertsteigerung (Eficacia Mejorada de Combate) en el que equipaba a los F-4F con el mismo radar AN/APG-65 que el F/A-18 Hornet, y le añadía la capacidad de disparar misiles AIM-120 AMRAAM y aviónica digital. Los F-4F mejorados por el programa KWS entraron en servicio en 1992, y se mantuvieron en servicio hasta que fueron reemplazados por el Eurofighter Typhoon en el 29 de junio de 2013, habiendo alcanzado 279 000 horas de servicio.

### Australia
En 1963, McDonnell ofreció a la Royal Australian Air Force (RAAF) un F-4C con turborreactores SNECMA Atar 9 que utilizaba los Mirage III de la RAAF. Aunque la RAAF se decantó por los F-111C en su lugar, los retrasos de la producción forzaron el alquiler de 24 F-4E de la USAF desde 1970 a 1973, y así contó con una fuerza de ataque creíble frente a las tensiones con Indonesia.
Los Phantom tuvieron una buena acogida y la RAAF llegó a considerar la adopción del F-4E. Sin embargo, la adquisición de los Phantom exigiría la disolución de al menos un escuadrón de Mirage III para proporcionar la tripulación necesaria. Se perdió un F-4E en un accidente en Evans Head (Nueva Gales del Sur).

### Corea del Sur
La Fuerza Aérea de la República de Corea compró su primer lote de antiguos F-4D de la USAF en 1968 bajo el programa Peace Spectator. Las entregas de estos F-4D continuaron hasta 1988. El programa Peace Pheasant II también proporcionó F-4E nuevos y usados por la USAF. En 1993, la Fuerza Aérea evaluó un programa de actualización para 38 F-4E, pero se decidió por mejorar la vida de servicio a un coste más barato y la adición de cápsulas de blancos Pave Tack y misiles AGM-142 Have Nap.

### Egipto
Aunque la Fuerza Aérea Egipcia estaba interesada en el F-5 Tiger, en 1979 compraron 35 F-4E antiguos de la USAF junto con una cantidad de misiles Sparrow, Sidewinder y Maverick, por un precio de 594 millones USD como parte del programa Peace Pharaoh.
Los egipcios también utilizaban cazas MiG y hallaron a los Phantom muy complicados de mantener, con solo nueve aviones en condiciones de vuelo durante los comienzos de los años 1980. Un programa de entrenamiento riguroso solucionó la mayor parte de los problemas en 1985. Se compró un excedente adicional de ocho aviones de la USAF en 1988 junto con tres como reemplazo para aviones accidentados.

### España

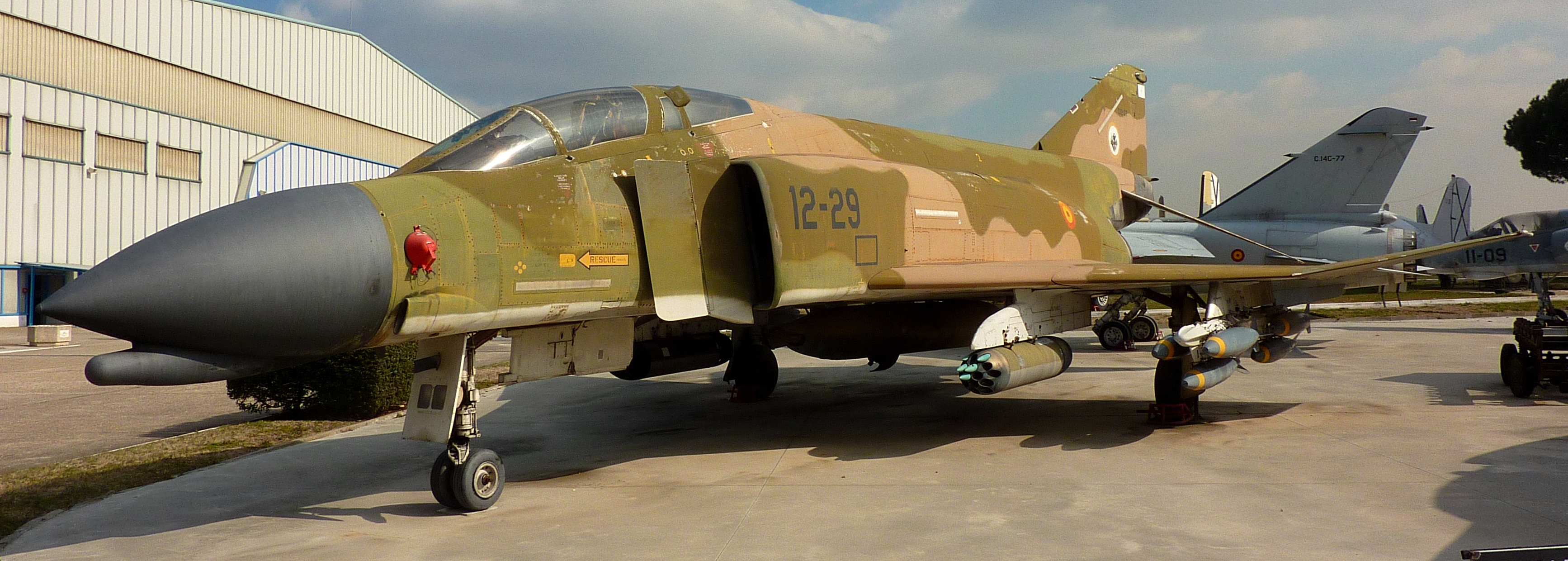
F-4C del Ejército del Aire Español en el Museo del Aire de Cuatro Vientos.

En 1953 el gobierno español firmó los acuerdos militares con Estados Unidos. La renovación en agosto de 1970 del «Convenio Relativo a la Ayuda para la Defensa Mutua entre España y los Estados Unidos» supuso la cesión al Ejército del Aire Español de treinta y seis aviones en 1971 (programa Peace Alfa), que estaban a disposición del Gobierno de los Estados Unidos para su entrega a países aliados. El montante económico de la operación ascendía a 7 200 000 000 de pesetas e incluía tres cisternas KC-97L «Stratotanker»(TK.1 para el EdA) y dos C-97 «Stratofreighter» para emplearlos como fuente de repuestos.
La comisión del Ejército del Aire (EdA) encargada de la selección de los aparatos, mostró su preferencia por el McDonnell Douglas F-4E, pero restricciones económicas obligaron a aceptar el F-4C, más antiguo y de características más limitadas. Los aviones elegidos habían sido construidos en 1964 para la USAF y servían en la 81st FW en Gran Bretaña. Comenzaron a llegar en febrero de 1971, y en 1972 ya se habían completado los treinta y seis aparatos. Designados como C.12, los aviones fueron retirados en 1989.
El primer accidente de F-4 fue el 28 de noviembre de 1973, cuando el C.12-5 (121-03) cayó a tierra, falleciendo dos capitanes. El 14 de febrero de 1975 se estrella el C.12-25 (121-13) y los dos capitanes que lo tripulan también resultan muertos. El siguiente accidente mortal fue el 14 de octubre de 1977, en el que murieron los dos capitanes que tripulaban el C.12-21 (121-11). Otro aparato, el C.12-01 (121-01) causó baja en julio de 1978 por un incendio.
Para paliar las pérdidas de efectivos y mantener la operatividad del Ala 12, se compraron cuatro F-4C adicionales procedentes de la 58th FW de entrenamiento basada en Estados Unidos. El mismo pedido incluía cuatro aparatos RF-4C, designados CR.12, de reconocimiento procedente de la 363rd RW de Carolina del Sur. 
Tras años de frenética actividad, los RF-4C y F-4C llegaron a las 55 000 horas de vuelo en 36 200 salidas aproximadamente, en las que hubo que lamentar la pérdida de otros cuatro aparatos. El 7 de mayo de 1979, el C.12-13 (121-07) se estrelló, muriendo el capitán y el teniente que lo pilotaban. El 25 de abril de 1983, la tripulación del C.12-35 (121-18) se eyectó al perder el control y resultó ilesa. El 4 de mayo de 1984 se precipitó a tierra el C.12-24 (122-12) y perecieron dos capitanes a sus mandos, y el 7 de febrero de 1985, la tripulación del C.12-06 (122-03), un capitán estadounidense y uno español, se eyectaron, resultando ilesos.
En estos años ya resultaba complicado y caro mantener en vuelo un aceptable número de F-4C, debido a las averías y a la falta de repuestos. 
Hacia finales de 1988 se compraron ocho RF-4C procedentes de la 123rd RW de la Guardia Nacional de Kentucky, que fueron recibidos rápidamente y así renació el 123 Escuadrón (indicativo radio «Titan»).
En 1986 ya empezaron a llegar a Zaragoza los primeros EF-18B para formar parte de la recién creada Ala 15, lo que fue relegando a los F-4C a un papel secundario, pero no así a los RF-4C, que iban a seguir desempeñando la labor de reconocimiento, ya que España no contaba con ningún dispositivo eficaz de reconocimiento aéreo. Para reforzar a los RF-4C existentes se compró otro lote de seis RF-4C procedentes de la 192nd RW y se les dotó con sonda de reabastecimiento en vuelo acorde con los sistemas con los que contaba el EdA (KC-707).
Con la llegada de los EF-18A a Torrejón, se anunció el final del mítico Phantom. Durante 1989 se dieron de baja todos los F-4C, totalizando 69 772 horas de vuelo en 18 años de servicio y con la pérdida de 7 aeronaves. A modo de anécdota, cabe destacar que España fue el último país en dar de baja esta variante del Phantom.
Entre 1999 y 2001 se fueron dando de baja los RF-4C y en febrero de 2002 se inmovilizaron en tierra los aparatos que restaban en servicio.

### Grecia
En 1971, la Fuerza Aérea Griega compró F-4E y RF-4E, que fueron complementados por Phantom excendentes de la Luftwaffe y la Guardia Nacional Aérea de Estados Unidos a comienzos de los años 1990. Varios aviones fueron modificados para el estándar de F-4G Wild Weasel V y armados con misiles AGM-88 HARM.
Tras el éxito del programa KWS alemán, el 11 de agosto de 1997, DASA de Alemania recibió el contrato de actualizar 39 aviones de manera similar en el programa Peace Icarus 2000. La actualización incluía un radar AN/APG-65GY, sistema de navegación Honeywell H-764G en combinación con un sistema de guía inercial láser (LINS), sistema de posicionamiento global (GPS) y computadora modular multitarea de Elbit Systems (MMRC), cápsula de blancos LITENING y la capacidad de lanzar misiles AIM-120 AMRAAM y AGM-130.
El 4 de mayo de 2017 fueron retirados del servicio.

### Irán

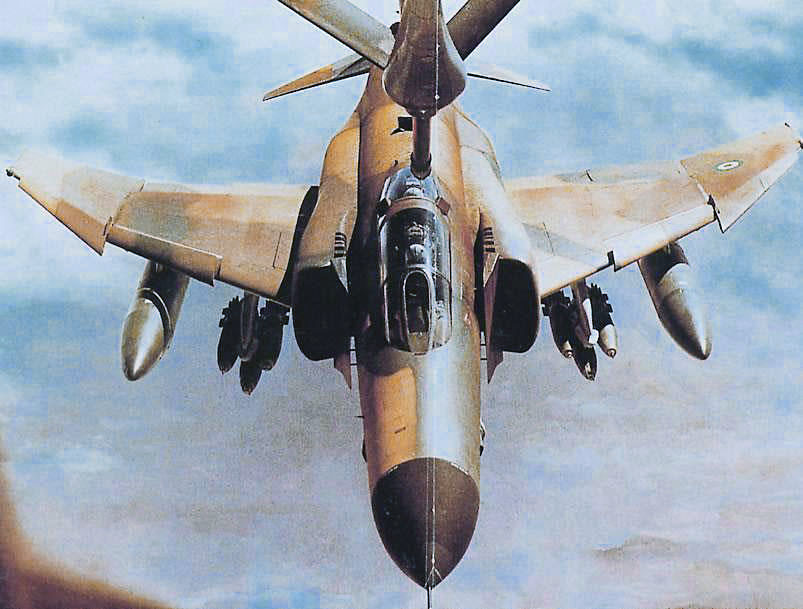
Un F-4 Phantom iraní armado con bombas, se reabastece de combustible.

En los años 1960 y 1970, Estados Unidos ofreció a Irán la venta de varios cazas pesados de largo alcance para equipar a su Fuerza Aérea, debido a la amenaza de una expansión de los soviéticos en la región, que efectivamente se produjo años más tarde con la invasión de Afganistán. 
Irán compró 225 aviones F-4D, F-4E y RF-4E, así como 40 cazas pesados de largo alcance F-14 Tomcat. Sin embargo, muchos de los F-4 iraníes acabaron quedando inservibles por el desgaste y la falta de suministro de piezas, repuestos y nuevos motores desde Estados Unidos debido al embargo de armas contra Irán, provocado por el ascenso al poder del régimen del ayatolá Jomeiní en 1979. 
A pesar de ello, los Phantom de la Fuerza Aérea de la República Islámica de Irán protagonizaron numerosas acciones de combate en la guerra entre Irán e Irak en la década de 1980 y se mantuvieron operacionales mediante revisiones y servicios asumidos por la industria aeroespacial de Irán.  
Los cazas F-4 en todas las variantes disponibles en el inventario de Irán, se usaron para llevar a cabo diferentes tipos de tareas, desde combates aéreos, hasta bombardeos a larga distancia. En las misiones de combate, se usaron contra los cazas de largo alcance soviéticos MiG-25P/PD, los potentes interceptores Mirage F-1EQ y los modernos MiG-29A soviéticos que llegarían en 1988, incorporados al inventario de la Fuerza Aérea de Irak. 
Operaciones destacables de los F-4 iraníes durante la guerra, incluyeron la Operación Scorch Sword, un ataque de dos F-4 contra el reactor nuclear iraquí Osirak, cerca de Bagdad, el 30 de septiembre de 1980, y el ataque a la base H3 el 4 de abril de 1981, llevado a cabo por ocho F-4 iraníes, contra el complejo H-3 de bases aéreas en el extremo oeste de Irak, lo que provocó que muchos aviones iraquíes fueran destruidos o dañados, sin ninguna pérdida iraní. A pesar de ello, los iraníes no lograrían la superioridad en el aire contra Irak, y a partir de 1982 se inició una guerra de desgaste, para la que la IRIAF y sus pocos aviones de combate no estaban preparados, por lo que pronto los F-4 tuvieron que hacer frente a una gran cantidad de aeronaves más avanzadas, como el Mirage F-1EQ, contra el que sufrió graves pérdidas. El número de aparatos aptos para el vuelo fue cada vez más bajo. 
Hubo muchos pilotos de F-4 destacados durante la guerra, pero el más conocido es Abbas Doran, quien derribó 3 aviones iraquíes antes de su última misión en 1982, donde junto con otro F-4 atacó el lugar de la reunión de los agentes de la ONU, para demostrar la pérdida de control del conflicto por parte del mandatario iraquí Saddam Hussein. Durante el ataque, el avión de su compañero fue dañado gravemente (teniendo que volver a territorio iraní), mientras que Doran siguió adelante en solitario. Pero justo antes de soltar las bombas, fue alcanzado por la defensa antiaérea iraquí. Su copiloto logró saltar, pero Doran enderezó en el último momento la trayectoria de su avión en dirección al edificio, contra el que logró estrellar su avión, matándose a sí mismo. El edificio quedó gravemente dañado y la reunión debió de ser reubicada, pero su propósito ya estaba cumplido. En la actualidad Abbas Doran es un Héroe Nacional en Irán y Mártir de la guerra. 
El 5 de junio de 1984, dos pilotos de caza saudíes derribaron a dos cazas F-4 iraníes. Los pilotos de la Real Fuerza Aérea Saudita volaban en aviones de combate F-15C de fabricación estadounidense y dispararon sus misiles aire-aire AIM-9 contra los aviones iraníes. Los pilotos de caza sauditas tenían aviones cisterna KC-135 y aviones de vigilancia Boeing E-3 Sentry AWACS que les brindaron asistencia durante el encuentro. El combate se produjo en el espacio aéreo saudí sobre el Golfo Pérsico, cerca de la isla saudí de Al-Arabiya, a unas 60 millas al noreste de Jubail.
Se cree que al menos unos 30 aviones supervivientes, continúan volando en la nueva Fuerza Aérea de Irán, que se beneficiaron de varios envíos de repuestos clandestinos y contrabando de armas, desde Israel y Estados Unidos, durante el escándalo Irán-Contra, como también del uso de ingeniería inversa y fabricación local de los componentes, repuestos, armas, y la incorporación de nuevas tecnologías de armas exsoviéticas y chinas.
Unos 21 F-4 iraníes estaban en uso a finales de 2014. Según los informes disponibles, estas aeronaves realizaron ataques aéreos contra objetivos del ISIS en la provincia de Diyala, en el este de Irak.

### Israel

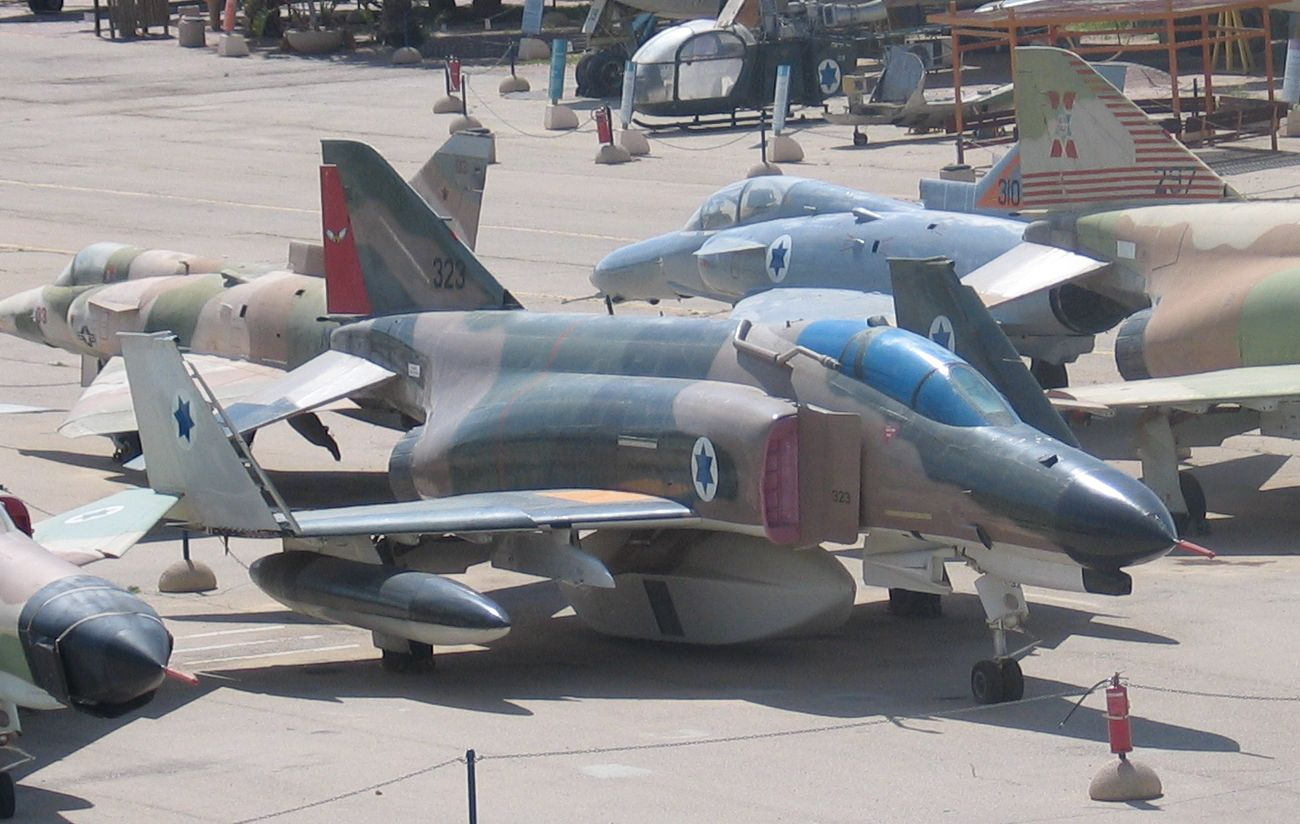
Un F-4E Kurnass 2000 de la Fuerza Aérea Israelí.

La Fuerza Aérea Israelí ha sido el mayor usuario extranjero del Phantom, utilizando tanto aviones nuevos como usados por la USAF, así como también variantes especiales de reconocimiento. Los primeros F-4E, denominados Kurnass (ariete), y RF-4E, con el sobrenombre Oref (cuervo), fueron entregados en 1969 bajo el programa Peace Echo I. El resto de los Phantom llegaron en los años 70 bajo los programas Peace Echo II a Peace Echo V y Nickel Grass.
Los Phantom israelíes han entrado en combate durante el conflicto árabe-israelí. La primera victoria aérea de un F-4E fue el 11 de noviembre de 1969 contra un MiG-21 egipcio. Su primera derrota, también contra un MiG-21, ocurrió el 2 de abril de 1970. Durante la guerra de Yom Kipur, los F-4 sufrieron duras pérdidas sobre Siria y el Sinaí, atacando objetivos en dichos países. También los F-4 se emplearon sobre el Líbano, incluyendo la invasión de 1982. El Ejército de Defensa de Israel afirmó que durante el empleo de los F-4 obtuvo 116 victorias frente a 56 pérdidas, la mayoría por fuego terrestre.
Los F-4 estuvieron bajo un extenso programa de modificaciones para adaptarlos a las armas y aviónica local. En los años 80, Israel comenzó el programa de modernización Kurnass 2000, incluyendo el radar APG-76, cabinas con pantallas multifunción y joystick HOTAS, y la posibilidad de lanzar misiles AGM-142 Have Nap. El Kurnass 2000 realizó su primer vuelo el 11 de agosto de 1987 y entraron en servicio el 5 de febrero de 1991. Israel también creó una versión con motor Pratt & Whitney PW1120, pero dañaba demasiado la estructura del avión. Los últimos F-4 israelíes fueron retirados el 12 de mayo de 2004.

### Japón

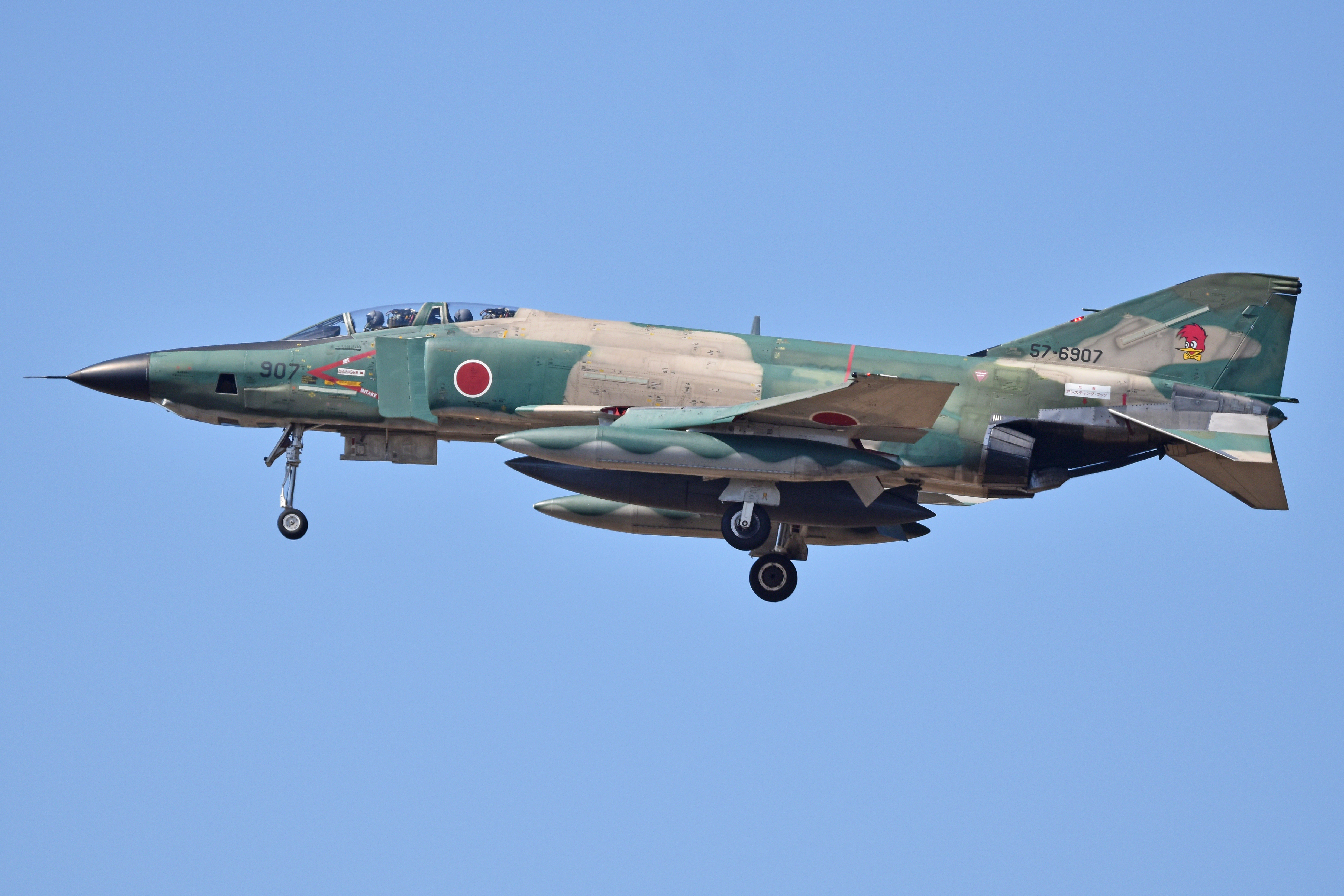
Un RF-4E Kai de la Fuerza Aérea de Autodefensa de Japón (JASDF).

La Fuerza Aérea de Autodefensa de Japón compró 140 F-4EJ sin capacidad de ataque terrestre en 1968, de los cuales 138 fueron construidos bajo licencia en Japón por Mitsubishi, junto con 11 RF-4EJ de reconocimiento sin armas. De esos, 96 F-4EJ han sido modificados al F-4EJ Kai con un sistema de navegación inercial láser, radar APG-66J y otras mejoras. 
Once aviones de reconocimiento también han sido actualizados con el nombre de RF-4EJ Kai. A 2007, Japón contaba con una flota de 90 aviones en servicio. Debido a la imposibilidad de exportar el F-22 Raptor, ha habido negociaciones para que sean reemplazados por el Eurofighter Typhoon, sin que las mismas hayan llegado a alguna conclusión hasta el momento. Finalmente, los Phantom tienen como sustituto al Lockheed-Martin F-35 Lightning II.

### Turquía
La Fuerza Aérea Turca recibió sus primeros Phantom en 1974 bajo el programa Peace Diamond III, seguido por antiguos aviones de la USAF en el programa Peace Diamond IV. En 1995, IAI creó una actualización similar al Kurnass 2000 para 54 F-4E turcos. Bajo el nombre de Terminator 2020, los aviones fueron optimizados para ataque terrestre y lanzar misiles AIM-120 AMRAAM, además de un radar/sistema de disparo avanzado ELTA SPS-100 adoptado del IAI Lavi de principios de los años 90. Los F-4 modernizados se emplean como avión de ataque al suelo, habiéndose usado en combate contra los kurdos, en Irak.
En junio de 2012, un F-4 Phantom fue derribado por el ejército sirio.

### Reino Unido
El Reino Unido compró F-4 para su uso con la Royal Air Force y el Arma Aérea de la Flota como consecuencia de la cancelación de programas nacionales como el BAC TSR-2 y el Hawker Siddeley P.1154. Las versiones británicas estaban basadas en el F-4J de la Armada de Estados Unidos y llevaron la designación de F-4K y F-4M respectivamente. Entraron en servicio como FG.1 y FGR.2, reemplazando al Hawker Hunter y al de Havilland Sea Vixen.
Los Phantom británicos fueron equipados con turborreactores más potentes Rolls-Royce Spey, con un empuje con postcombustión de 91,25 kN cada uno, que mejoraban las capacidades de despegue, y muchos subsistemas fueron reemplazados por equivalentes británicos. Como los motores también necesitaban más aire, se aumentaron las entradas de los turborreactores en un 20%, aunque esto redujo la velocidad y altitud máxima. Sin embargo, los turborreactores eran más eficientes y aumentaron la autonomía de los aviones.
El primer YF-4K voló el 27 de junio de 1966, con el YF-4M uniéndose el 17 de febrero de 1967. Tras la guerra de las Malvinas, los Phantom británicos se unieron a los 15 antiguos F-4J comprados a Estados Unidos y mejorados a F-4K/M para compensar la pérdida en Europa de un escuadrón interceptor, trasladado a las islas.
La capacidad del Arma Aérea de la Flota fue reducida con la disminución de portaaviones de la Armada Real. Como resultado, la mayoría de los 160 Phantom británicos volaron con la RAF en tareas de cazabombardeo e interceptación a larga distancia. A finales de los años 70, los Phantom de la RAF fueron sustituidos por el SEPECAT Jaguar para ataques a tierra y por el Panavia Tornado F3 como interceptor. Los últimos F-4 británicos fueron retirados en 1993 como resultado de los recortes de presupuesto.

## Variantes

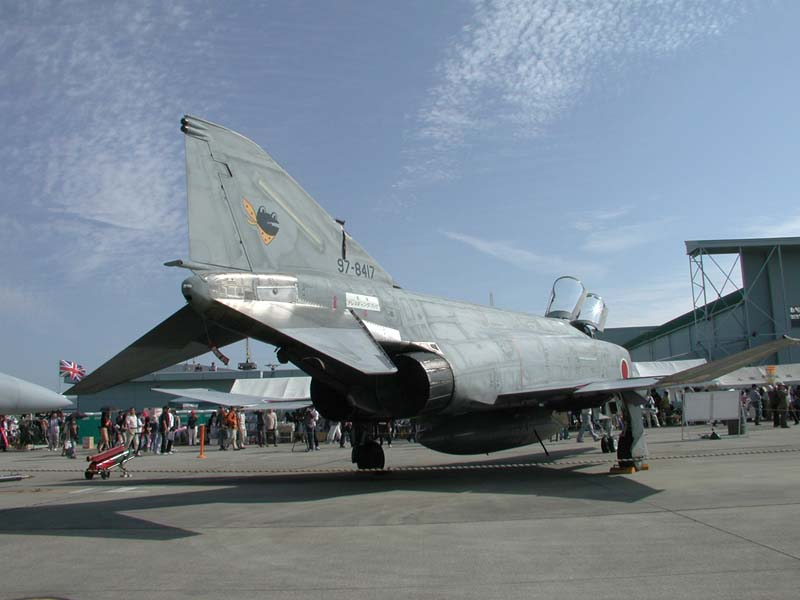
F-4EJ de la Fuerza Aérea de Autodefensa de Japón (JASDF).

El F-4 ha sido construido en decenas de variantes, entre las más importantes están:
F-4A, B, J, N, y S
Variantes para la Armada y Marines de los Estados Unidos. El F-4B fue actualizado a F-4N y el F-4J fue actualizado a F-4S.
F-110 Spectre, F-4C, D, y E
Variantes para la USAF. El F-4E llevaba un cañón interno M61 Vulcan. Las versiones F-4D y E fueron exportadas extensamente.
F-4G Wild Weasel V
Una variante para la supresión de defensas aéreas enemigas (SEAD), convertido a partir del F-4E. La designación F-4G se usaba anteriormente a una variante distinta del Phantom naval.
F-4K y M
Variantes para el Reino Unido con turborreactores Rolls-Royce Spey.
F-4EJ
Versión simplificada del F-4E para exportación y construido bajo licencia en Japón.
F-4F
Versión simplificada del F-4E para exportación a Alemania.
QF-4B, E, G, y N
Aviones retirados, convertidos en blancos controlados a distancia para investigación de armas y sistemas de defensa.
RF-4B, C, y E
Versiones de reconocimiento táctico.

## Operadores

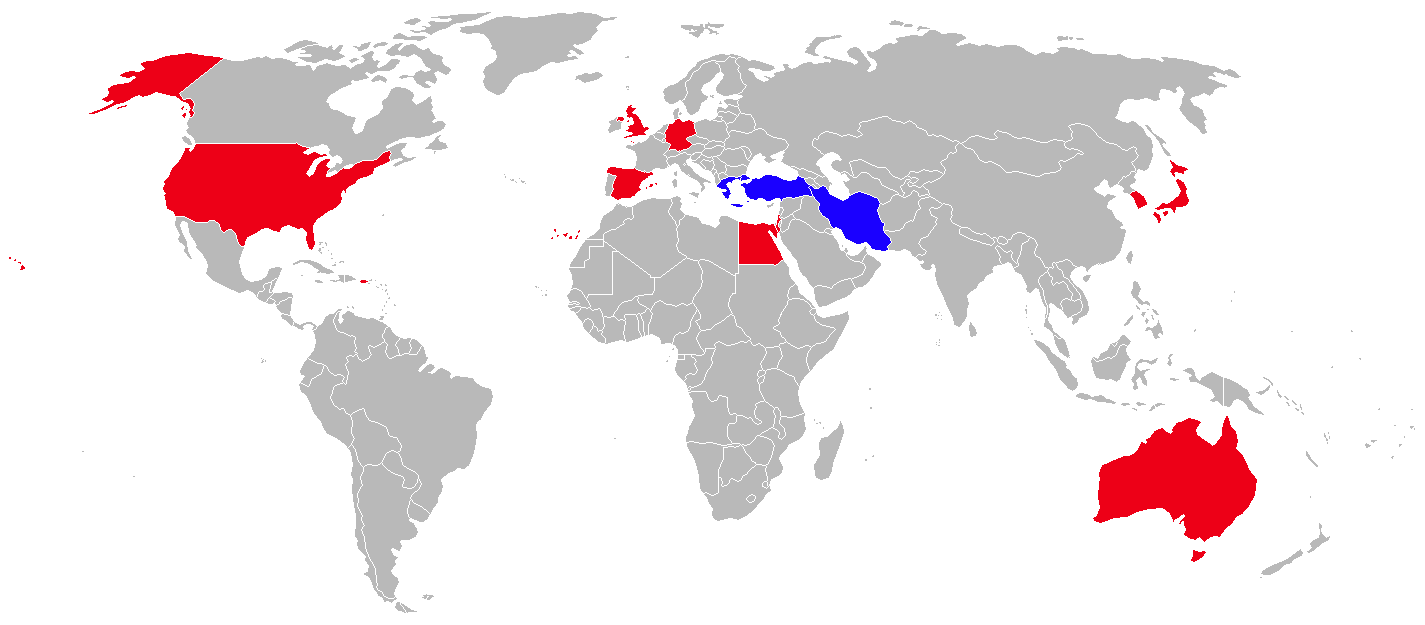
Antiguos operadores del F-4 Phantom II.
Operadores en activo del F-4 Phantom II.

El F-4 también ha servido en las fuerzas aéreas de otros once países: Alemania, Australia, Corea del Sur, Egipto, España, Grecia, Irán, Israel, Japón, Reino Unido, Turquía.
| País          | Recibidos                 | En servicio en 2001                                   |
| ------------- | ------------------------- | ----------------------------------------------------- |
| Alemania      | 88 RF-4E 175 F-4F         | 145 F-4F (110 actualizados a KWS)                     |
| Australia     | 24 F-4E                   | Ninguno                                               |
| Corea del Sur | 27 RF-4C 92 F-4D 103 F-4E | 60 F-4D 70 F-4E 18 RF-4E                              |
| Egipto        | 46 F-4E                   | 30 F-4E                                               |
| España        | 40 F-4C 18 RF-4C          | 14 RF-4C, actualmente están fuera de servicio.        |
| Grecia        | 121 F-4E y RF-4E          | 62 F-4E y RF-4E (39 actualizados a Peace Icarus 2000) |
| Irán          | 32 F-4D 177 F-4E 16 RF-4E | Sobre 40 F-4D y F-4E                                  |
| Israel        | 274 F-4E 12 RF-4E         | Ninguno                                               |
| Japón         | 140 F-4EJ 14 RF-4EJ       | 109 F-4EJ, actualmente están fuera de servicio.       |
| Turquía       | 233 F-4E y RF-4E          | 163 F-4E (54 actualizados a Terminator 2020) 44 RF-4E |
| Reino Unido   | 15 F-4J 50 F-4K 116 F-4M  | Ninguno                                               |

## Accidentes
- El 6 de junio de 1971, el vuelo 706 de Hughes Airwest, un McDonnell Douglas DC-9-30, chocó en el aire con un F-4B Phantom del Cuerpo de Marines de los Estados Unidos, mientras se dirigía desde el Aeropuerto Internacional de Los Ángeles a Salt Lake City. Los 49 ocupantes a bordo del DC-9 y uno de los tripulantes del F-4 Phantom murieron.
- El 9 de agosto de 1974, un Phantom FGR.2 de la Royal Air Force estuvo involucrado en una colisión fatal con un avión civil PA-25-235 de fumigación de cultivos sobre Norfolk, Inglaterra.
- El 21 de marzo de 1987, el capitán Dean Paul Martin, hijo del actor Dean Martin y un piloto en el 163° Grupo de Combate Táctico de la Guardia Aérea Nacional de California, se estrelló en un F-4 Phantom en California, poco después de la salida de la Base Aérea. Tanto Martin como su oficial de sistemas de armas (OSM) murieron.

## Cultura popular
- En la serie Transformers de 1984, el aerialbot Fireflight tiene como transformación al F-4.
- En la serie japonesa de anime Area 88 aparece constantemente el F-4 (que podrían ser de las versiones B o J) como uno de los cazas más utilizados por los mercenarios, además aparece en una representación histórica del incidente del golfo de Tonkin, con los F-4J del VF-96.
- La película Águilas de Acero II presenta aviones F-4E como MiG-29 soviéticos. Para el rodaje de esta película se usaron aviones de la Fuerza Aérea Israelí.
- En la película Top Gun de 1986, dirigida por Tony Scott, el avión es citado como el que pilotaba Duke Mitchell, padre de Maverick, junto a su compañero en aquel entonces, Mike Metcalf "Viper". Según Maverick, su padre era un gran piloto de combate.
- En el modo multijugador del videojuego Call of Duty: Black Ops aparece como racha de bajas, realizando bombardeos de napalm a tierra.
- Aparece en todos los videojuegos de la saga Ace Combat.
- Aparece en el videojuego War Thunder, como avión investigable en algunos países.
- En la película Forrest Gump, aparece en una escena lanzando napalm mientras Forrest estaba en Vietnam.
- En la película Sully aparece pilotado por el protagonista.
- Aparece en la película Independence Day.
- Hace una breve aparición en la película Bumblebee siendo el modo alternativo del Decepticon, Blitzwing.
- Aparece en Transformers: la venganza de los caídos en un museo.

### Apodos
El Phantom ha acumulado una serie de apodos durante su carrera. Se le ha llamado Rhino (rinoceronte) por su morro largo y su estructura de titanio, Double Ugly (Feo Doble) y DUFF como referencia a la posición de sus alas y ser biplaza. La tripulación de la Luftwaffe llamó a sus F-4 Eisenschwein (cerdo de hierro), Fliegender Ziegelstein (ladrillo volante) y Luftverteidigungsdiesel (Defensa Aérea Diesel).

## Especificaciones (F-4E)
Referencia datos: The Great Book of Fighters, Quest for Performance, y Encyclopedia of USAF Aircraft.

### Características generales
- Tripulación: Dos (Piloto y Oficial de Sistemas de Armas)
- Longitud: 19,2 m (63 ft)
- Envergadura: 11,7 m (38,4 ft)
- Altura: 5 m (16,4 ft)
- Superficie alar: 49,2 m² (529,6 ft²)
- Perfil alar: 

  - Raíz alar: NACA 0006.4–64
  - Punta alar: NACA 0003-64
- Peso vacío: 13 757 kg (30 320,4 lb)
- Peso cargado: 18 825 kg (41 490,3 lb)
- Peso útil: 14 273 kg (31 457,7 lb)
- Peso máximo al despegue: 28 030 kg (61 778,1 lb)
- Planta motriz: 2× turborreactor General Electric J79-GE-17A.
  - Empuje normal: 53 kN (5400 kgf; 11 905 lbf) de empuje cada uno.
  - Empuje con postquemador: 79,4 kN (8094 kgf; 17 845 lbf) de empuje cada uno.
- Peso máximo al aterrizaje: 16 706 kg (36 820 lb)
- Alargamiento: 2,77
- Capacidad de combustible:
  - Depósitos internos: 7 549 l
  - Con tres tanques externos: 12 627 l

### Rendimiento
- Velocidad máxima operativa (Vno): 2370 km/h (1473 MPH; 1280 kt) (Mach 2,23) a 12 190 m (39 993 pies) de altitud
- Velocidad crucero (Vc): 940 km/h (584 MPH; 508 kt)
- Radio de acción: 680 km (367 nmi; 423 mi)
- Alcance en ferry: 2600 km (1404 nmi; 1616 mi) con tres depósitos externos de combustible
- Techo de vuelo: 18 288 m (60 000 ft)
- Régimen de ascenso: 210 m/s (41 338 ft/min)
- Carga alar: 383 kg/m² (78,4 lb/ft²)
- Rendimiento aerodinámico: 8,58
- Carrera de despegue: 1 370 m (4 494,8 pies) con un peso bruto de 24 410 kg (53 799,6 lb)
- Carrera de aterrizaje: 1 120 m (3 674,5 pies) con un peso bruto de 16 706 kg (36 820 lb)
- Empuje/peso: 

  - Con peso cargado: 0,86 kN/kg
  - Con peso máximo: 0,58 kN/kg

### Armamento
- Cañones: 1× cañón rotativo de 6 cañones M61 Vulcan de 20 mm (0.787 in) con 640 disparos
- Puntos de anclaje: 9 con una capacidad de 8480 kg (18 689,9 lb), para cargar una combinación de:  
  - Bombas: 

    - Bombas de propósito general: Mark 82 o Mark 84.
    - Bombas guiadas: CBU-10, CBU-12, CBU-14 o CBU-15.
    - Bombas de racimo: CBU-87, CBU-89 o CBU-58.
    - Bombas nucleares: B28EX, B43, B57 o B61.

  - Cohetes: 

    - 6× contenedor porta cohetes Matra con 18× cohetes SNEB de 68 mm (2,677 in) cada una.

  - Misiles: 

    - Misiles aire-aire: AIM-9 Sidewinder y/o AIM-7 Sparrow.
    - Misiles aire-superficie: AGM-62 Walleye o AGM-65 Maverick.
    - Misiles antirradiación: AGM-45 Shrike, AGM-88 HARM o AGM-78 Standard ARM.

  - Otros: 

    - Hasta 3× depósito de combustible externo de 1420, 2310 o 2345 l
    - Contenedores de búsqueda de blancos y de reconocimiento

### Aviónica
- Radar de impulsos Doppler Westinghouse AN/APQ-120.

## Aeronaves relacionadas

### Desarrollos relacionados
- McDonnell F3H Demon

### Aeronaves similares
- Avro Canada CF-105 Arrow
- Shenyang J-8
- Vought XF8U-3 Crusader III
- Republic F-105 Thunderchief
- Dassault Breguet Super Etendard
- Dassault Mirage III
- IAI Nesher
- English Electric Lightning
- Saab 35 Draken
- Saab 37 Viggen
- Mikoyan-Gurevich MiG-21
- Sukhoi Su-15

### Secuencias de designación
- Secuencia F-_ (Cazas (Fighter) del USAAC/USAAF/USAF, 1924-1962): ← F-107- F-108- F-109 - F-110 - F-111/B
- Secuencia F-_ (Cazas estadounidenses, 1962-presente): F-1 (C/D, E/F) - F-2 - F-3 - F-4 - F-5 - F-6 - F-7 →
- Secuencia F_H (Cazas de la Armada estadounidense, 1922-1962 (McDonnell, 1946-1962)): FH - F2H - F3H - F4H
- Secuencia A_H (Aviones de Ataque de la Armada estadounidense, 1946-1962 (McDonnell Douglas, 1946-1962)): AH
- Secuencia C._ (Aeronaves de Caza del Ejército del Aire español, 1954-1978): ← C.9 - C.10 - C.11 - C.12 - C.14
- Secuencia C._ (Aeronaves de Caza del Ejército del Aire español, 1978-presente): ← A.9 - A.10 - C.11 - C.12 - C.14 - C.15 - C.16